# E-mart

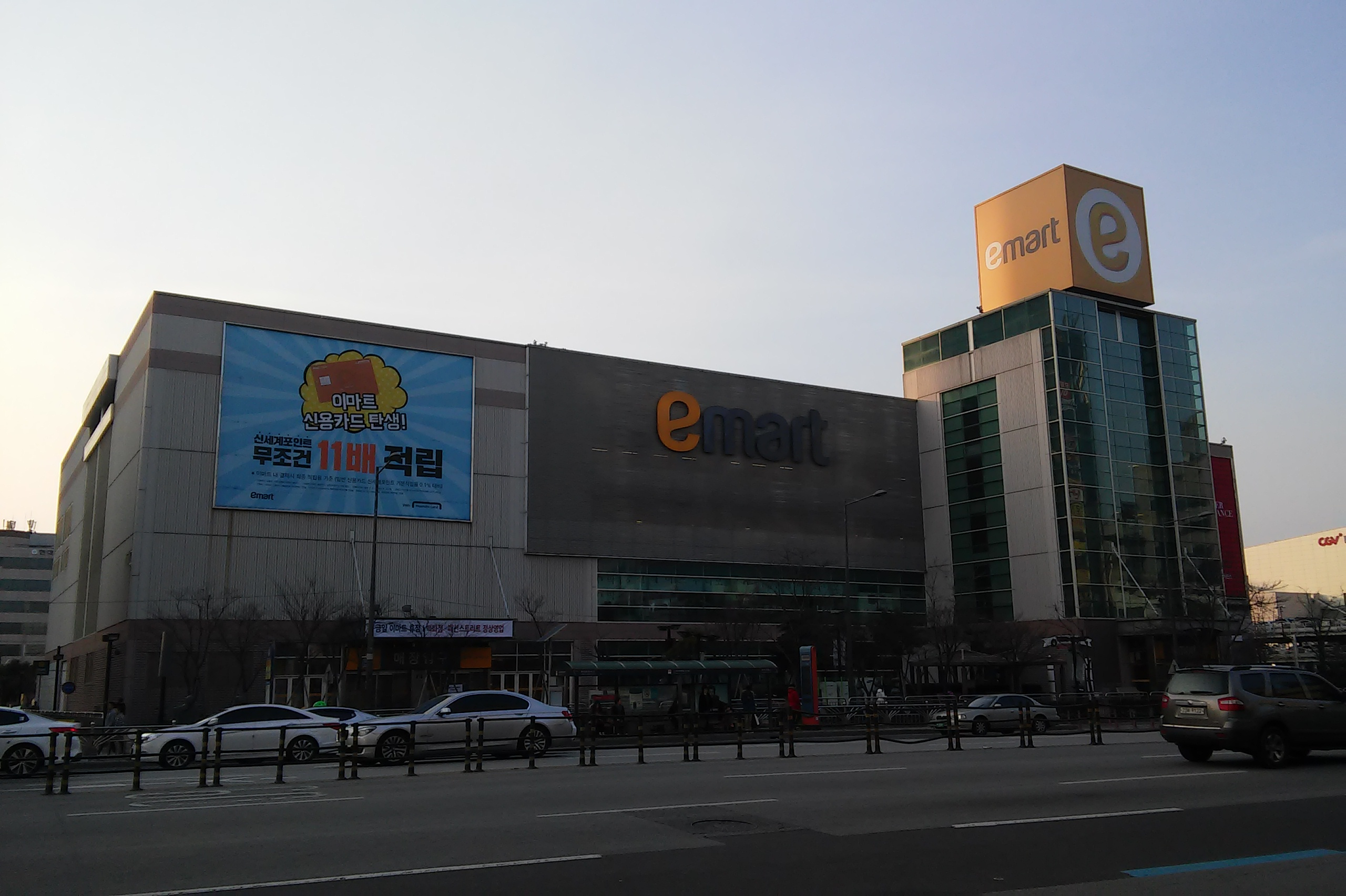
E-Mart ở Hàn Quốc (chi nhánh Gwangju, thành phố đô thị Gwangju gần Jeollanam-do)

e-mart (tiếng Hàn: 이마트) là cửa hàng bán lẻ lớn nhất ở Hàn Quốc. Nó có 140 cửa hàng trên toàn quốc tính đến tháng 12 năm 2012. Nó được thành lập vào ngày 12 tháng 11 năm 1993 bởi Shinsegae như một cửa hàng bán lẻ giảm giá đầu tiên ở Hàn Quốc.
E-Mart là một chuỗi cửa hàng giảm giá lâu đời nhất và lớn nhất ở Hàn Quốc với tổng doanh thu trên US$9.4 tỉ vào năm 2009. Cùng với việc mở cửa hàng mới và mua lại Wal-Mart Hàn Quốc vào năm 2006, E-Mart dẫn đầu chuỗi cửa hàng bán lẻ trong thị trường cửa hàng giảm giá. E-mart cung cấp tất cả mọi thứ từ thực phẩm đến quần áo cho đến tã giấy. E-mart có một trang web, nơi các sản phẩm có thể được mua hoặc xem trực tuyến.
E-Mart là cửa hàng bán lẻ đầu tiên của Hàn Quốc tiến vào thị trường Trung Quốc với mục đích trở thành cửa hàng bán lẻ hàng đầu toàn cầu. Vào tháng 1 năm 2011, có tổng 27 cửa hàng ở Trung Quốc. Tuy nhiên đến tháng 2 năm 2014, ở Trung Quốc chỉ còn 13 cửa hàng.
E-Mart mở cửa hàng đầu tiên ở Mông Cổ và Việt Nam vào năm 2016, cửa hàng bán lẻ Hàn Quốc này hy vọng sẽ mở cửa trên nhiều đất nước.

## Liên kết
- Trang chủ Lưu trữ ngày 26 tháng 8 năm 2005 tại Wayback Machine (tiếng Hàn)
- Trang chủ tiếng Anh Lưu trữ ngày 16 tháng 5 năm 2011 tại Wayback Machine
- E-mart Internet shopping mall (tiếng Hàn)
- Trang chủ tiếng Trung Lưu trữ ngày 13 tháng 1 năm 2011 tại Wayback Machine (tiếng Trung)
- Trang chủ Mông Cổ (tiếng Mông Cổ)
- Trang chủ Việt Nam (tiếng Việt)